# チンカルコナイト
チンカルコナイト（チンカルコ石、英: Tincalconite）はホウ酸塩水和物鉱物であり、ホウ砂の近縁種で、ホウ砂の脱水物として生ずる二次鉱物である。化学式は Na2B4O7・5H2O または Na2[B4O5(OH)4]・3H2Oであらわされる。

## 概要
チンカルコナイトは概して細粒の白い粉末として生じる。六方晶系で結晶し、主要な自形二菱面体晶の、偽八面結晶体として見つかる。また仮晶的にホウ砂結晶を置換すると判明している。比重は1.88でありモース硬度は2である。屈折率はnω=1.460でありnε=1.470である。
ほとんどのチンカルコナイトは乾燥空気にホウ砂を露出することにより人為的に生み出されているが、1878年に最初に記載されたカリフォルニア州のサールズ湖でのように、チンカルコナイトの自然発生がある。
カリフォルニアとネバダのいくつかの場所に加えて、アルゼンチン、イタリア、トルコおよびウクライナから報告されている。
名前の由来は、組成と一般的な粉末状の性質から、「tincal」はサンスクリット語でホウ砂を、「konis」はギリシャ語で粉を表している。
|                                      |
| チンカルコナイト単位格子の球棒モデル |